# 巴豆醇
巴豆醇（又称2-丁烯醇）是一种不饱和醇。其为无色液体，较溶于水，与大部分有机溶剂互溶，存在两种同分异构体。可以通过氢化巴豆醛制得巴豆醇。